# 佛薩諾主教座堂

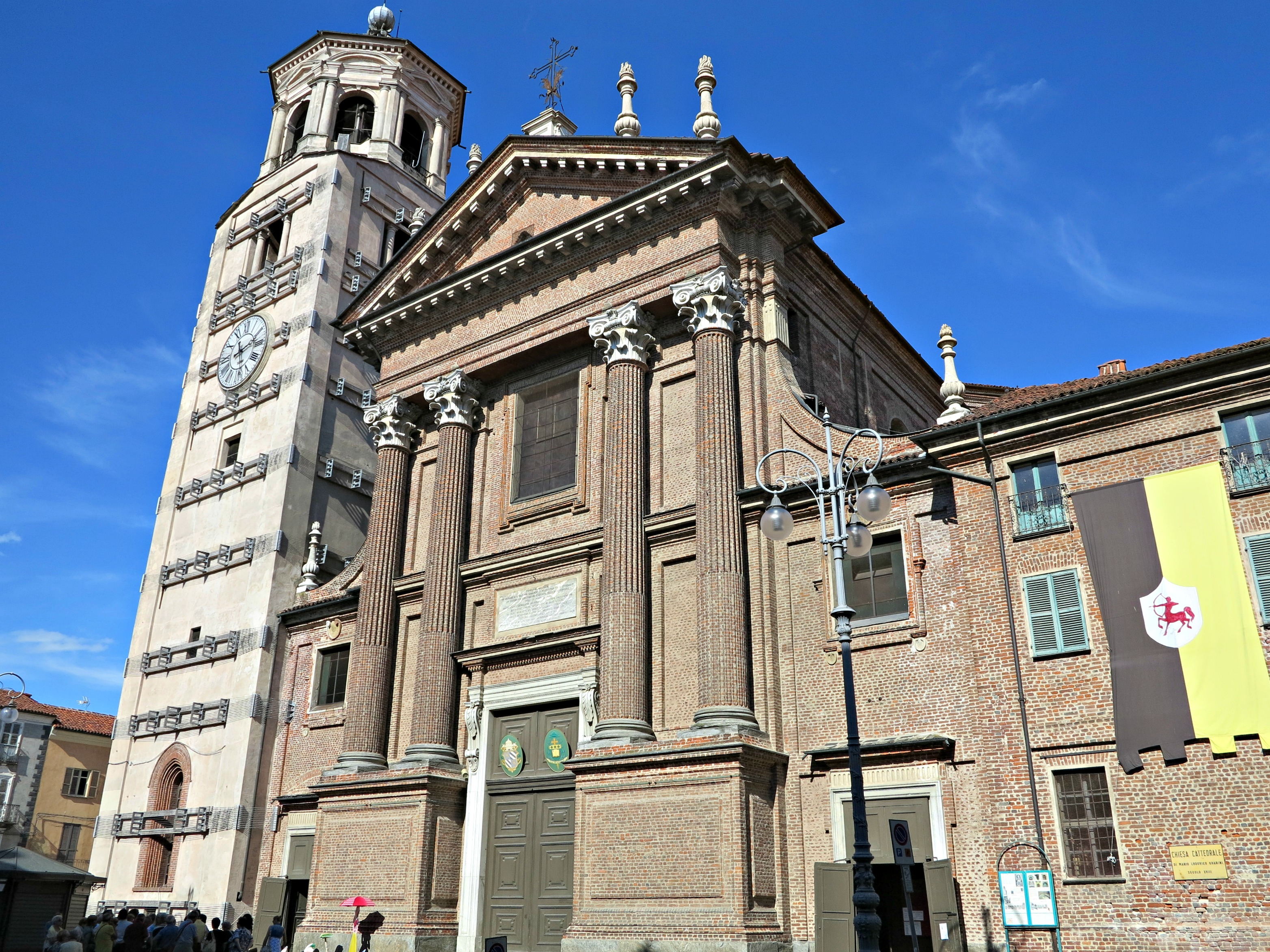

福萨诺主教座堂（義大利語：Duomo di Fossano; Cattedrale di Santa Maria e San Giovenale）是天主教佛薩諾教區的主教座堂，位于意大利皮埃蒙特大区福萨诺历史中心的曼弗雷迪广场（piazza Manfredi），供奉该城的主保圣人圣犹委纳理（San Giovenale，英语：Saint Juvenal），新古典主义建筑。已公布为宗座圣殿。

## 历史与建筑
该堂建于1778-1791年，建筑师马里奥·卢多维科·夸里尼，而钟楼显然风格不同，年代较早， 约在1395年至1420年之间。
主教座堂取代了之前的十三世纪教堂，雄伟的立面采用典型的皮埃蒙特砖砌立面，属于新古典主义建筑风格。
堂内有许多绘画和壁画，包括保罗·埃米利奥·莫加里的五件作品，还收藏有该市主保圣人圣犹委纳理的圣髑。

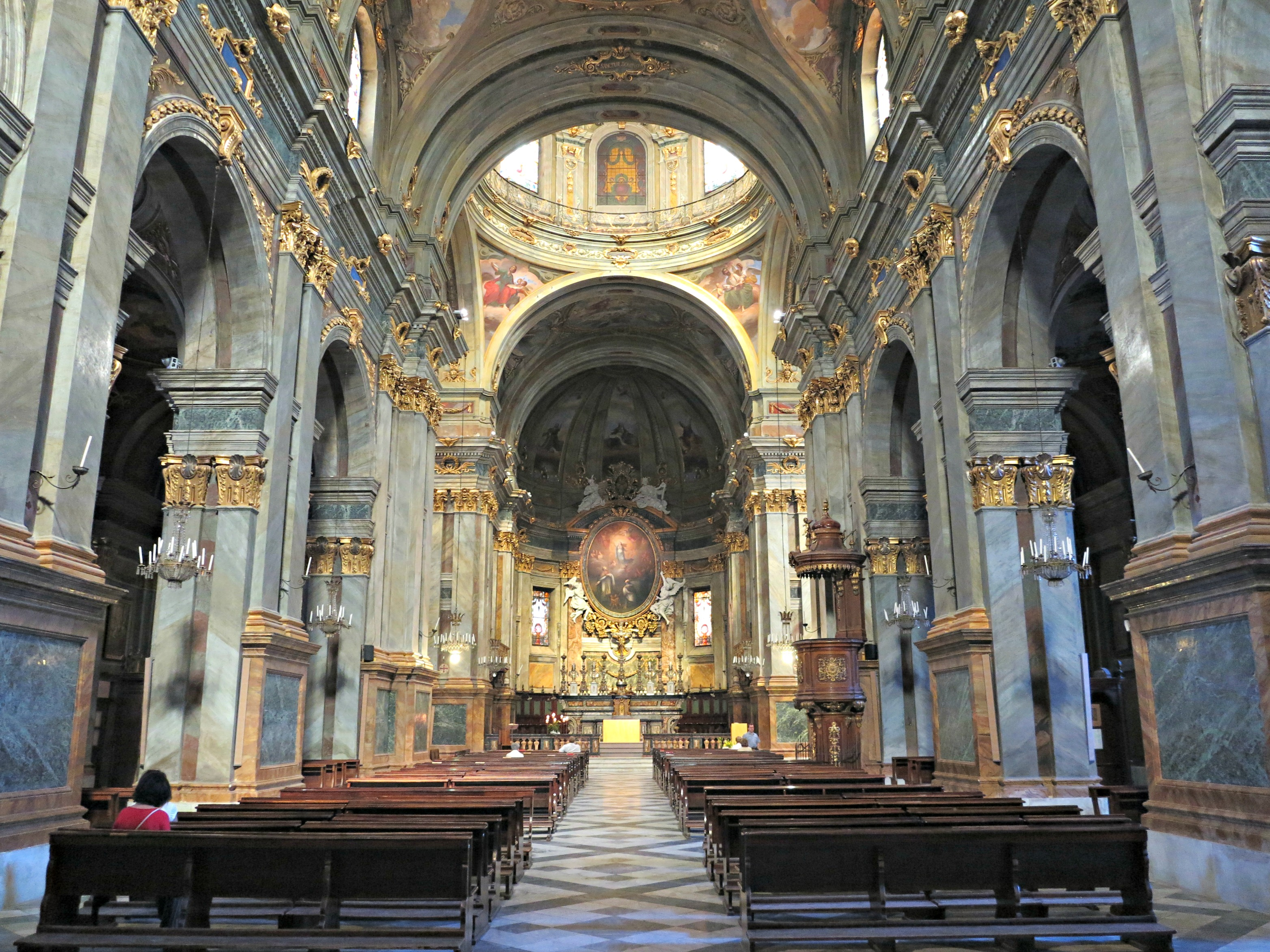